# Вільягонсало-де-Тормес
Вільягонсало-де-Тормес (ісп. Villagonzalo de Tormes) — муніципалітет в Іспанії, у складі автономної спільноти Кастилія-і-Леон, у провінції Саламанка. Населення — 210 осіб (2010).
Муніципалітет розташований на відстані близько 160 км на захід від Мадрида, 16 км на південний схід від Саламанки.
На території муніципалітету розташовані такі населені пункти: (дані про населення за 2010 рік)
- Карпіо-Бернардо: 42 особи
- Кастаньєда: 3 особи
- Вальдесантьяго: 2 особи
- Вільягонсало-де-Тормес: 162 особи
- Матакан: 1 особа

## Демографія
Динаміка населення (INE ):

## Зовнішні посилання
- Провінційна рада Саламанки: індекс муніципалітетів [Архівовано 23 квітня 2009 у Wayback Machine.]
- Посилання на Google Maps